# Гетманцев, Даниил Александрович
Дании́л Алекса́ндрович Ге́тманцев (укр. Данило Олександрович Гетманцев; род. 26 апреля 1978, Киев) — украинский политик, юрист и адвокат. Народный депутат Украины 9-го созыва от партии «Слуга народа». Председатель Комитета Верховной Рады по вопросам финансов, налоговой и таможенной политики. Доктор юридических наук, профессор, почётный президент юридической компании Jurimex, эксперт TaxLink, президент Ассоциации налоговых советников, член Европейской ассоциации налоговых профессоров (European Association of Tax Law Professors — EATLP).

## Биография

### Образование
В 1995 году окончил Украинский гуманитарный лицей Киевского национального университета имени Тараса Шевченко. В 2000 году с отличием окончил обучение на юридическом факультете Киевского национального университета имени Тараса Шевченко.

### Карьера
С 2000 по 2006 годы работал в Киевском национальном университете имени Тараса Шевченко на должности ассистента. В 2004 году защитил диссертацию на соискание ученой степени кандидата юридических наук по специальности 12.00.07 «Административное право и процесс; финансовое право; информационное право» по теме «Финансово-правовое обязательство, проблемы генезиса, детерминации и сущности».
С 2007 по 2013 годы работал на должности доцента кафедры конституционного и административного права, а впоследствии финансового права юридического факультета Киевского национального университета имени Тараса Шевченко.
С 2013 года и до сих пор работает на должности профессора кафедры финансового права юридического факультета Киевского национального университета имени Тараса Шевченко.
В 2016 году стал членом Европейской ассоциации налоговых профессоров (European Association of Tax Law Professors — EATLP). Даниил Гетманцев стал первым членом Ассоциации от Украины среди 350 профессоров со всего мира. Президент Ассоциации налоговых советников, более 10 лет является членом попечительского совета Национальной детской специализированной больницы «Охматдет».
В 2016 году участвовал в конкурсе в Верховный суд Украины, однако не прошел отбор.
С 2018 года входит в состав Академического комитета EATLP.

### Политическая деятельность
На парламентских выборах на Украине 2019 года, вошёл в список партии «Слуга народа» под № 20. Председатель Комитета Верховной Рады по вопросам финансов, налоговой и таможенной политики.
Сопредседатель группы по межпарламентским связям с Государством Израиль.

### Экономические взгляды и инициативы
В 2019 году Гетманцев заявил, что поддерживает проведение налоговой амнистии в Украине. В качестве примера он приводит Аргентину, где в 2016 году президент Маурисио Макри провел амнистию капитала и призвал вернуть деньги в страну. По мнению Гетманцева, это позволило легализовать 117 миллиардов долларов, не только в деньгах, но и в других активах.
Многие известные инициативы Даниила Гетманцева связаны с детенизацией бизнеса. 
Абсолютно неприемлемой является ситуация, когда часть бизнеса работает по закону, а часть бизнеса работает по закону, но этот закон используется исключительно для уклонения от налогообложения, то есть используя определенные пробелы или умышленно уклоняясь от налогообложения .Даниил Гетманцев
В феврале 2025 года заявил, что "для государства (необходимо) наконец-то жестко прекратить тень и коррупцию. Вычистить воров из власти. Это враги, хуже россиян".

## Законотворческая деятельность
Участвовал в подготовке проекта закона «О государственных лотереях в Украине». Принимал участие в доработке Налогового кодекса Украины. Принимал активное участие в подготовке выводов относительно толкования норм налогового законодательства, по обращению Конституционного суда Украины и Верховного суда Украины.
Автор «налога на Google» и других фискальных инициатив по повышению бюджетных поступлений. Согласно инициативе Google, Facebook и YouTube должны платить НДС в размере 20%. Аналогичный «налог на Google» в странах Западной Европы введен уже много лет назад и составляет существенный источник поступлений в государственные бюджеты. По состоянию на 1 октября 2023 года Государственный бюджет Украины получил поступлений от этого налога на общую сумму эквивалент 10,2 млрд грн.
Гетманцев участвовал в подготовке таких законопроектов, как проект нормативного акта о поднятии ставки НДС с 20 до 24 %.
Соавтор законопроекта №8287, об электронной акцизной марке, который помог отслеживать и контролировать движение алкоголя. Теперь каждый гражданин может проверить оригинальность товара. Соавтор законопроектов №8360 и №8361-д, освобождавшие от НДС и пошлины товары для военных.
Активно продвигал критически важными для вступления Украины в ЕС законопроект №2969 о ПЭП-ов, о пожизненном финансовом мониторинге политиков.
Является соавтором законопроекта № 4528, которым предлагалось отменить штрафы за отказ предоставлять услуги на украинском языке.
Летом 2024 года Верховная Рада приняла законопроект авторства Даниила Гетманцева о «клубе белого бизнеса» — налогообложении честных налогоплательщиков. Депутат подчеркнул, что государство и белый бизнес являются абсолютными союзниками в борьбе с теневиками и коррупционерами.

## Признание

### Профессиональные награды
В 2012 году Гетманцев признан лучшим юристом Украины по налогообложению на VI Ежегодной церемонии награждения — «Юридическая премия» 2012.
В 2014–2015 годах был признан лучшим юристом Украины по налоговому праву по мнению Client Choice Awards 2014 и Choice Awards 2015.
В 2016 году во второй раз был признан лучшим юристом в области налогообложения на X Ежегодной церемонии — «Юридическая премия» 2016.
В 2018 году международное рейтинговое исследование The Legal 500: EMEA отметило достижения в сфере налогообложения (The Legal 500: EMEA рекомендует ежегодно начиная с 2013 года).

### Рейтинги
Гетманцев вошел в рейтинг самых влиятельных украинцев 2024 года в категории «Политики и государственные деятели» по версии журнала «Фокус».

## Научная деятельность
Даниил Гетманцев работает над проблемами совершенствования нормативно-правового регулирования отношений финансовой ответственности, косвенного налогообложения и налогообложения имущества.
Имеет значительный вклад в теории налогообложения. Уделяет в работах значительное внимание развитию администрирования налогов, внедрению электронного администрирования и защиты налогоплательщиков. Последовательно отстаивает постепенность, последовательность и экономическую обоснованность изменений в налоговое законодательство и вред радикальных налоговых изменений. Является сторонником индивидуальных подходов к налогообложению экономической деятельности, исходя из необходимости поддержки отечественных отраслей промышленного производства с растущей отдачей.

### Статьи и публикации
Вел активную научно-исследовательскую работу, начиная с 2001 года Гетманцев опубликовал более 230 научных и научно-методических работ.
- 2007 — Банковское право Украины. Учебное пособие для студентов высших учебных заведений / Д. А. Гетманцев, Н. Г. Шуклина: К.: Центр учебной литературы, 344 с.[26].

- 2013 — Косвенное налогообложение. Правовая сущность и администрирование: научно-практическое пособие / Д. А. Гетманцев, В. Л. Форсюк, Н. В. Бойко; Юрид. компания «Jurimex» — К.: Юринком Интер, 329 с.[27].

- 2014 — Прямое реальное налогообложение. Правовая сущность и администрирование: научно-практическое пособие / Д. А. Гетманцев [и др.]; Нац. шк. судей Украины, юр. компания «Jurimex» — К.: Юринком Интер, 331 с.[28].

- 2015 — Юридическая ответственность за налоговые правонарушения: научно-практическое пособие / Д. А. Гетманцев, Р. В. Макарчук, Я. С. Толкачев; Нац. шк. судей Украины, Юрид. компания «Jurimex» — К.: Юринком Интер, 748 с.

- 2015 — Теория, принципы и история налога. Правовой аспект: научно-практическое пособие / Д. А. Гетманцев, В. Л. Форсюк, И. С. Белицкий; Нац. шк. судей Украины, юрид. компания «Jurimex» — К.: Юринком Интер, 494 с.

- 2016 — Косвенное налогообложение. Правовая сущность и администрирование: научно -практ. пособие, дополн. / Д. А. Гетманцев, В. Л. Форсюк, Ю. А. Федчишин, Ю. М. Лавреха - К: Юринком Интер, 592 c.

- 2017 — Квалификационный (адвокатский) экзамен: учеб. пособие. в 17 кн. Кн. 14: Бюджетное, налоговое и таможенное законодательство / Д. А. Гетманцев, В. Л. Форсюк, М. В. Нечай - К: «Юринком Интер», 144 c.[29].

- 2017 — Администрирование налоговых платежей. Проблемы теории и практики: научно-практическое пособие / Д. А. Гетманцев, Ю. А. Коваль, М. В. Нечай - К: «Юринком Интер», 778 с.[30].

- 2017 — Налогообложение доходов физических лиц. Правовое регулирование: научно-практическое пособие / Д. А. Гетманцев, А. В. Гедзюк, И. С. Белицкий, К. С. Чарторыйский, А. К. Головацкая, К: Юринком Интер, 624 с.

- 2018 — Прямые реальные налоги. Правовая сущность и администрирование: научно-практическое пособие / Д. А. Гетманцев, А. А. Семчик, А. А. Шишканов, К: Юринком Интер, 372 с.

- 2019 — Очерки философии налога / Д. А. Гетманцев — Х.: Фолио, 526 с.

### Монографии
- 2005 р. — Правовой режим банковской тайны по законодательству Украины / Д. А. Гетманцев. — К.: Дизайн -центр «Сова», 2005. — 234 с.
- 2008 р. — Азартная игра в Украине и за рубежом. Очерк современной теории правового регулирования игр на деньги / Д. А. Гетманцев. — К.: ТОВ «СЕЕМ Принт», 2008. — 209 с.
- 2011 р. — «Финансово-правовое обязательство как отдельная категория финансового права» / Д. А. Гетманцев; К.: Юринком Интер, 2011. — 368 с.